# Биг тајм раш
Биг тајм раш (енгл. Big Time Rush) је америчка играна телевизијска комедија која је првобитно емитована на Никелодиону од 28. новембра 2009. до 25. јула 2013. године, створена од стране Скота Феловза. Серија обухвата 74 епизода сврстаних у четири сезоне. У периоду између 2011. и 2012. године, сниман је филм базиран на серији. Поред филма, постоји и седам специјалних епизода које трају двоструко дуже од уобичајених епизода. Серија је номинована за мноштво награда од којих је освојила неколико страних награда по избору деце. Главне улоге у серији добили су: Кендал Шмит, Џејмс Маслоу, Карлос Пена, Логан Хендерсон, Сијара Браво, Стивен Крамер Гликман и Тања Чизхолм.
Радња серије се врти око четири играча хокеја из Минесоте: Кендалу Најту, Џејмсу Дајмонду, Карлосу Герсији и Логану Мичелу, који се након музичке аудиције селе и уз помоћ Густава Рока оснивају бој бенд по имену Биг тајм раш. Њих четворица се заједно са Кендаловом мајком и сестром селе у Холивуд где започињу нови живот пун забаве и авантура. Још првог дана у Палм Вудсу, измишљеном хотелу у ком они и многи други живе, четворица тинејџера склапају мноштво пријатељстава. Од изражајнијих ликова са којим се спријатељују су Џо Тејлор, девојка плаве косе у коју се Кендал заљубљује, и Камил, ентузијастична и живахна девојка у коју се Логан заљубљује. Са друге стране, Кендалова млађа сестра, Кејт, често успева да „глупости” које Биг тајм раш праве, искористи како би зарадила новац или постала популарна.
У Србији, Црној Гори, Републици Српској и Северној Македонији серија је премијерно приказана 6. априла 2013. године на каналу Никелодион, синхронизована на српски језик. Синхронизацију је радио студио Голд диги нет. Од 15. фебруара 2016. године, синхронизација је приказивана и на Б92 телевизији. Уводна шпица није синхронизована. Српска синхронизација је објављена на три DVDа са првих десет епизода на њима.

## Радња
Серија прати холивудске авантуре четворице играча хокеја из Минесоте - Кендала, Џејмса, Карлоса и Логана након што су одабрани да формирају бој бенд по имену Биг тајм раш. Прича о пријатељству и братству у походу на врхове музичких листа испричана је кроз хронику настанка бенда у који сваки од момака доноси нешто другачије онако како откривају своје место у лудом шоу-бизнису. Природно надарени певач Кендал никада није планирао да постане познат, али је имао све карактеристике музичке звезде. Након што је је видео прилику свог живота, повео је пријатеље кроз узбудљиву комедију и музиком испуњено путовање. Џејмс има велике снове за себе и своје другаре, и уверен је у њихов потенцијал и успех, као и да ће помоћи осталим момцима да се носе са тешким ситуацијама. Карлос посматра живот као игралиште а музички поход као једну узбудљиву вожњу са својим пријатељима. „Мозак операције”, Логан је глас разума, а његов оштар ум даје им свима перспективу која им је потребна да остану верни себи и својим циљевима. Живот у музичком бизнису није лак и њихове лудорије често их доводе у невоље: од оних са издавачком кућом, преко тога што се заљубљују у исте девојке, до улепшавања свог стана у Палм Вудсу али тако да функционише добро са новим учитељима у студију. Група Биг тајм раш кроз серију учи како да дође до успеха залагањем и напорним радом, уз пуну подршку једних другима, али и ону коју им пружа продуцент и менаџер, Густаво Рок, као и његова помоћница Кели Вејнврајт.

## Епизоде
| Сезона | Сезона | Епизоде | Епизоде | Оригинално емитовање | Оригинално емитовање |
| Сезона | Сезона | Епизоде | Епизоде | Премијера            | Финале               |
| ------ | ------ | ------- | ------- | -------------------- | -------------------- |
|        | 1.     | 20      | 20      | 28. новембар 2009.   | 20. август 2010.     |
|        | 2.     | 29      | 29      | 25. септембар 2010.  | 28. јануар 2012.     |
|        | Филм   | Филм    | Филм    | 10. март 2012.       | 10. март 2012.       |
|        | 3.     | 12      | 12      | 12. мај 2012.        | 10. новембар 2012.   |
|        | 4.     | 13      | 13      | 2. мај 2013.         | 25. јул 2013.        |

## Улоге
| Име лика       | Глумац/ица            | Српски глас                                                  |
| -------------- | --------------------- | ------------------------------------------------------------ |
| Кендал Најт    | Кендал Шмит           | Владимир Нићифоровић                                         |
| Џејмс Дајмонд  | Џејмс Маслоу          | Милан Антонић                                                |
| Карлос Гарсија | Карлос Пена           | Раде Ћосић                                                   |
| Логан Мичел    | Логан Хендерсон       | Александар Милковић                                          |
| Кејти Најт     | Сијара Браво          | Ивана Тењовић                                                |
| Густаво Рок    | Стивен Крамер Гликман | Марко Марковић                                               |
| Кели Вејнврајт | Тања Чизхолм          | Дорис Милошевић                                              |
| Џенифер Најт   | Чален Кејтс           | Тамара Јанковић                                              |
| Џо Тејлор      | Кејтлин Тарвер        | Снежана Јеремић Нешковић (С1) Маријана Живановић (С2-4)      |
| Камил Робертс  | Ерин Сандерс          | Михаела Стаменковић                                          |
| Луси Стоун     | Малез Џоу             | Маријана Живановић Јадранка Пејановић                        |
| Гдин. Битерс   | Дејвид Ентони Хаџинс  | Томаш Сарић                                                  |
| Артур Грифин   | Мет Ридер             | Бора Ненић (С1 Е1-5) Бојан Хлишћ                             |
| Буда Боб       | Даран Норис           | Дарко Томовић (С1-С2 Е15, 18, С3 Е9) Никола Немешевић (С3-4) |

## Награде и номинације
| Година | Награда                           | Категорија                                                    | Рад                                                                             | Резлултат  |
| ------ | --------------------------------- | ------------------------------------------------------------- | ------------------------------------------------------------------------------- | ---------- |
| 2010   | Награда по избору деце Аустралија | Омиљена ТВ звезда                                             | Биг тајм раш                                                                    | Номинација |
| 2010   | Casting Society of America        | Изванредно достигнуће у глуми - Дечји програм                 | Тара-Ен Џонсон Карол Голдвасер Шарона Кезин Лиеблеин Хауард Мелцер Гералин Флуд | Номинација |
| 2011   | Награда по избору деце            | Омиљена ТВ емисија                                            | Биг тајм раш                                                                    | Номинација |
| 2011   | Награда по избору деце Енглеска   | Омиљена емисија на Ник УК                                     | Биг тајм раш                                                                    | Номинација |
| 2011   | Награда по избору деце Аустралија | Омиљена ТВ звезда                                             | Биг тајм раш                                                                    | Номинација |
| 2011   | Young Artist Awards               | Најбољи наступ у ТВ серији - Гостујући млади глумац 18-21     | Томас Касп                                                                      | Номинација |
| 2011   | Young Artist Awards               | Најбољи наступ у ТВ серији - Споредна млада глумица           | Такер Албрици                                                                   | Номинација |
| 2011   | Young Artist Awards               | Најбољи наступ у ТВ серији - Споредни млади глумац 17-21      | Ерин Сандерс                                                                    | Освојено   |
| 2011   | Youth Rocks Awards                | Rockin' Ensemble Cast (ТВ/ Комедија)                          | Биг тајм раш                                                                    | Номинација |
| 2011   | Награда по избору деце Мексико    | Омиљена интернационална ТВ емисија                            | Биг тајм раш                                                                    | Освојено   |
| 2011   | Награда по избору деце Аргентина  | Омиљена интернационална ТВ емисија                            | Биг тајм раш                                                                    | Номинација |
| 2011   | Награде по избору деце Бразила    | Омиљена ТВ емисија                                            | Биг тајм раш                                                                    | Номинација |
| 2012   | Young Artist Awards               | Најбоља преформанса у ТВ емисији - Споредна млада глумица     | Сијара Браво                                                                    | Номинација |
| 2012   | Young Artist Awards               | Најбоља преформанса у ТВ емисији - Гостујући млади глумац     | Такер Албрици                                                                   | Номинација |
| 2012   | Young Artist Awards               | Најбоља преформанса у ТВ емисији - Споредна млада глумица     | Ерин Сандерс                                                                    | Освојено   |
| 2012   | Награда по избору деце Мексико    | Омиљена интернационална емисија                               | Биг тајм раш                                                                    | Номинација |
| 2012   | Награда по избору деце Аргентина  | Омиљена интернационална ТВ емисија                            | Биг тајм раш                                                                    | Номинација |
| 2012   | TV Grama Awards                   | Интернационална поп серија                                    | Биг тајм раш                                                                    | Номинација |
| 2012   | Hollywood Teen TV Awards          | Омиљени ТВ глумац                                             | Кендал Шмит                                                                     | Номинација |
| 2013   | Награда по избору деце            | Омиљени ТВ глумац                                             | Карлос Пена                                                                     | Номинација |
| 2013   | Награда по избору деце Мексико    | Омиљена интернационална ТВ емисија                            | Биг тајм раш                                                                    | Номинација |
| 2013   | Награда по избору деце Аргентина  | Омиљени интернационални програм                               | Биг тајм раш                                                                    | Освојено   |
| 2014   | Награда по избору деце Колумбиа   | Омиљена интернационална ТВ серија                             | Биг тајм раш                                                                    | Освојено   |
| 2014   | Награде Шорти                     | Најбоља ТВ емисија у социјалним медијима                      | Биг тајм раш                                                                    | Номинација |
| 2015   | Награде Шорти                     | Најбоља ТВ емисија у социјалним медијима                      | Биг тајм раш                                                                    | Номинација |
| 2017   | Награда по избору деце Колумбиа   | 20 година Никелодиона у Латиноамерици                         | Биг тајм раш                                                                    | Номинација |
| 2017   | Награда по избору деце Мексико    | 20 година Никелодиона у Латиноамерици                         | Биг тајм раш                                                                    | Освојено   |
| 2017   | Meus Prêmios Nick Brazil          | Ник ретро / 20 година никелодиона                             | Биг тајм раш                                                                    | Номинација |
| 2017   | Награда по избору деце Аргентина  | Омиљена интернационална никелодионова ТВ емисија из прошлости | Биг тајм раш                                                                    | Освојено   |